# Гашо Мијановић
Гашо Мијановић (Моско, Требиње 29. јануар 1924 — 4. мај 2007) био је српски правник, стручњак из области уставног права, први председник Уставног суда Републике Српске, члан Сената Републике Српске и Академије наука и умјетности Републике Српске.

## Биографија
Рођен је 1924. у Моску. На Правном факултету у Сарајеву је дипломирао, магистрирао и докторирао, те радио као професор уставног права, политичких система и теорије државе до 1992. године када напушта Сарајево и прелази у Српско Сарајево. Важио је за једног од највећих уставноправних стручњака Југославије. Радио је као професор на Правном факултету Универзитета у Српском Сарајеву. Био је судија и први председник Уставног суда Републике Српске. Обављао је дужност посланика у Народној скупштини Републике Српске. Један је од стручњака који су учествовали на изради Устава Републике Српске. Постао је сенатор Републике Српске у првом сазиву Сената 1996. године. Дописни члан Академије наука и умјетности Републике Српске је постао 27. јуна 1997, а редовни 21. јуна 2004. године. Био је председник Одбора за правне науке Академије наука и умјетности Републике Српске. Преминуо је 4. маја 2007, а сахрањен 5. маја 2007. на породичном гробљу Моско код Требиња.

## Дјела (библиографија)
- Мијановић Гашо: Контрола уставности закона, Правни факултет Универзитета у Српском Сарајеву, (2000)
- Мијановић Гашо: Релативизирање хијерархије правних аката у уставном систему СФРЈ